# فرودگاه صحرایی هانزدن
فرودگاه صحرایی هانزدن (به انگلیسی: Hunsdon Airfield) یک فرودگاه است که یک باند فرود چمن دارد و طول باند آن ۱۲۸۰ متر است. این فرودگاه در کشور انگلستان قرار دارد و در ارتفاع ۸۰ متری از سطح دریا واقع شده‌است.